# Salmon Cove
Salmon Cove is een gemeente (town) in de Canadese provincie Newfoundland en Labrador.

## Geografie
Salmon Cove bevindt zich op het schiereiland Bay de Verde in het zuidoosten van het eiland Newfoundland. De gemeente ligt aan Conception Bay en is bereikbaar via provinciale route 70. Salmon Cove ligt ten zuiden van Perry's Cove, ten oosten van Victoria en ten noorden van Freshwater.

## Demografie
Demografisch gezien kende Salmon Cove, net zoals de meeste kleine dorpen op Newfoundland, sinds de jaren 1990 een dalende trend. Tussen 1991 en 2016 daalde de bevolkingsomvang van 791 naar 680. Dat komt neer op een daling van 14% in 25 jaar tijd. In de periode 2016–2021 kende de gemeente echter opnieuw een bevolkingsgroei.
| Jaar | Aantal inwoners | Verschil |
| ---- | --------------- | -------- |
| 1991 | 791             | –        |
| 1996 | 786             | -0,6%    |
| 2001 | 746             | -5,1%    |
| 2006 | 707             | -5,2%    |
| 2011 | 695             | -1,7%    |
| 2016 | 680             | -2,2%    |
| 2021 | 764             | +12,4%   |